# Takenaka Shigekado
Takenaka Shigekado (竹中 重門?; 1573 – 2 novembre 1631) fu un samurai giapponese.
Figlio di Takenaka Hanbei, Shigekado all'età di dodici anni partecipò alla battaglia di Komaki e Nagakute del 1858. Seguendo il padre servì inizialmente Toyotomi Hideyoshi partecipando alla campagna di Kyūshū. Durante la battaglia di Sekigahara Shigekado inizialmente si schierò con Ishida Mitsunari, tuttavia cambiò in fretta alleanza e si schierò, assieme a Kuroda Nagamasa, con Tokugawa Ieyasu attaccando la formazione principale dell'armata settentrionale di Konishi Yukinaga.
I Takenaka divennero successivamente kōtai-yoriai hatamoto.  Shigekado morì a Edo all'età di 59 anni e fu succeduto dal figlio Takenaka Shigetsune.